# Банк Дейва
«Банк Дейва» (англ. Bank of Dave) — британська біографічна комедія 2023 року режисера Кріса Фоггіна за сценарієм Пірса Ешворта. У фільмі зіграли Джоел Фрай, Фібі Дайневор, Рорі Кіннір, Г'ю Бонневілль, Пол Кей, Джо Гартлі та Кеті Тайсон. «Банк Дейва» вийшов у Великій Британії 16 січня 2023 року на Netflix.
Фільм заснований на реальних подіях в житті Дейва Фішвіка. Сюжет розповідає про мільйонера, вихідця з робітничого класу міста Бернлі, який намагається створити громадський банк для допомоги місцевому бізнесу. Для цього він повинен боротися з елітними фінансовими установами Лондона та за банківську ліцензію, останню з яких видавали понад 150 років тому.

## Акторський склад
- Джоел Фрай — Г'ю, адвокат
- Фібі Дайневор — Александра, лікарка, племінниця Дейва
- Рорі Кіннер — Дейв Фішвік
- Г'ю Бонневілль — сер Чарльз
- Ангус Райт — Кларенс
- Пол Кей — Рік Перді
- Джо Гартлі — Нікола Фішвік
- Кеті Тайсон — Морін
- Наомі Бетрік — Генрієтта
- Флоренс Голл — Меган
- Дрю Кейн — прокурор

У фільмі є епізодичні ролі групи Def Leppard, тодішнього менеджера ФК «Бернлі» Шона Дайча та справжнього фінансового директора Bank of Dave Девіда Геншоу.

## Виробництво
Netflix придбала права на фільм у Bank of Dave та найняла сценариста Пірса Ешворта і режисера Кріса Фоггіна, які розпочали роботу під керівництвом продюсерських компаній Tempo Productions Limited, Future Artists Entertainment, Ingenious Media і Rojovid Films. Попереднє виробництво розпочалося 8 січня 2022 року, а основні зйомки — 28 лютого 2022 року. Постпродакшн фільму тривав з 18 квітня по 27 вересня 2022 року, фільм було завершено 22 грудня 2022 року.
Попри те, що деякі сцени були зняті в Бернлі та його околицях, більша частина виробництва відбувалася в Бредфорді та Вейкфілді в Йоркширі, також більшість сцен у пабах і кафе було знято в Лідсі.

## Сприйняття
На вебсайті агрегатора рецензій Rotten Tomatoes 85 % із 26 відгуків критиків є позитивними із середньою оцінкою 6,3/10.